# كارل فريدريك ليسينج
كارل فريدريك ليسينج (بالألمانية: Carl Friedrich Lessing)‏ هو رسام وفنان ألماني، ولد في 15 فبراير 1808 في فروتسواف في بولندا، وتوفي في 4 يناير 1880 في كارلسروه في ألمانيا.

## معرض صور

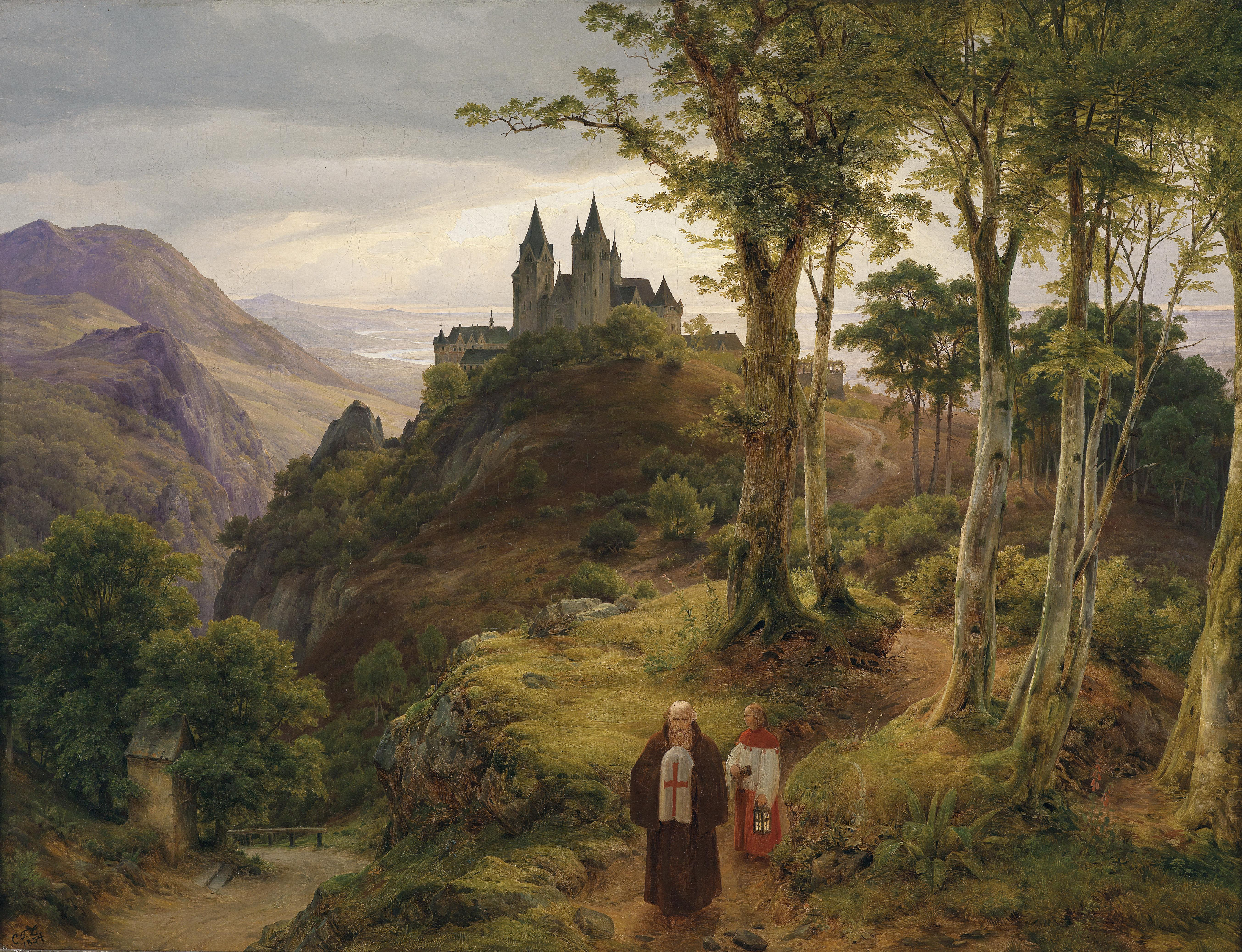
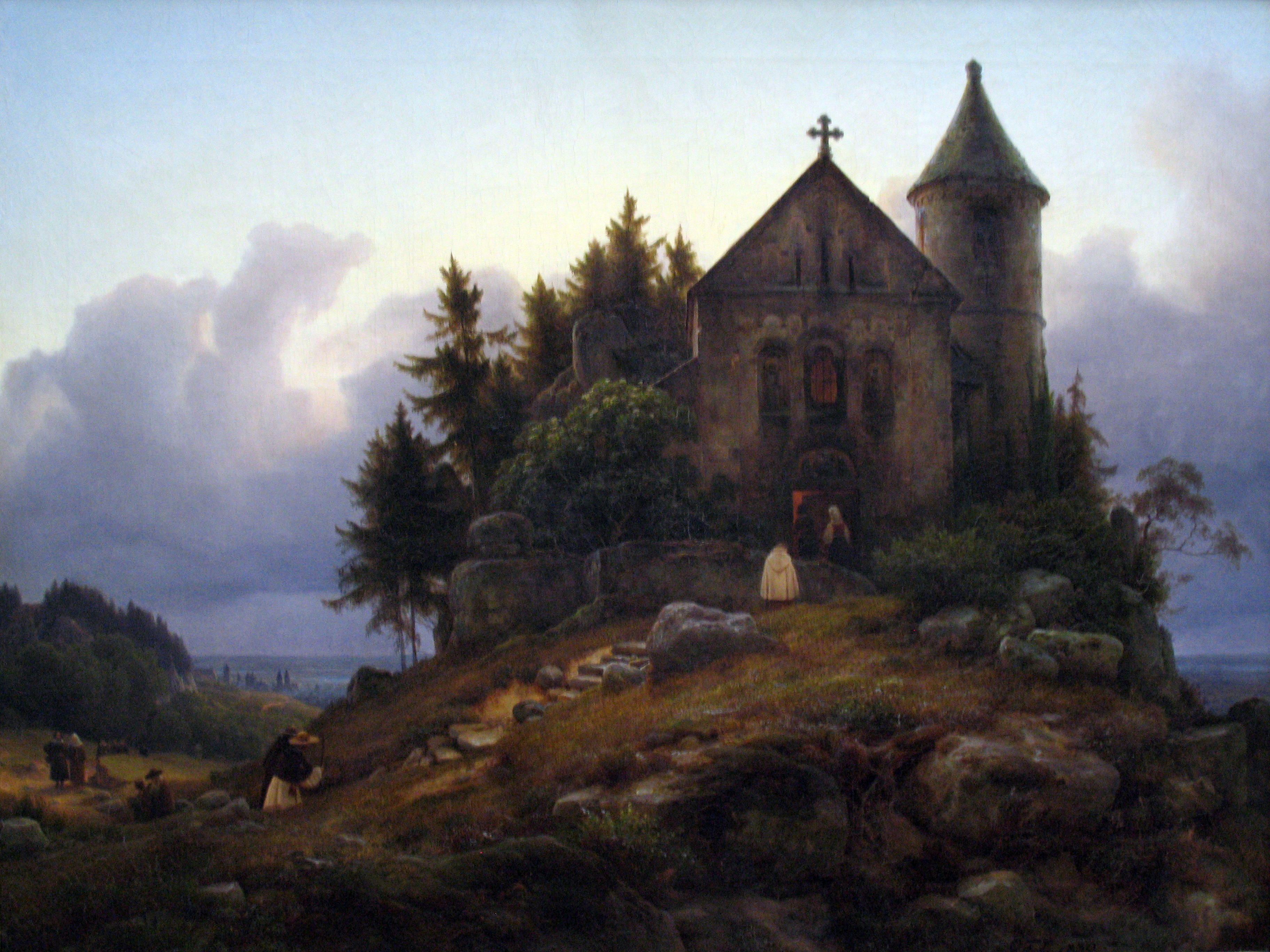
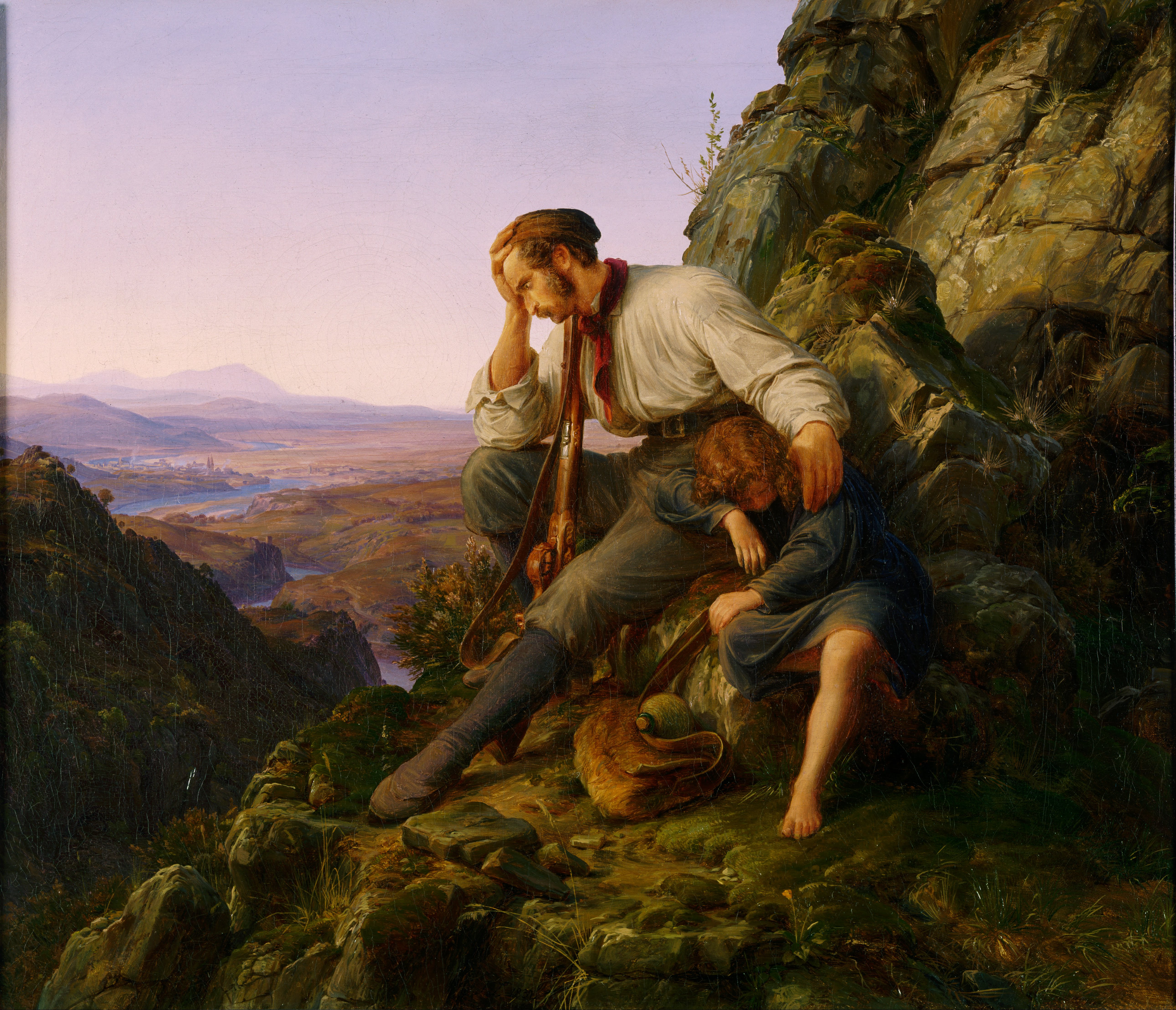

## وصلات خارجية
- كارل فريدريك ليسينج على موقع ديسكوغز (الإنجليزية)